# 広島県道56号府中世羅三和線
広島県道56号府中世羅三和線（ひろしまけんどう56ごう ふちゅうせらみわせん）は、広島県府中市から三次市に至る県道（主要地方道）である。

## 概要
広島県府中市阿字町と三次市三和町敷名を結ぶ。
本路線の国道432号と広島県道51号甲山甲奴上市線を結ぶ区間と広島県道28号吉舎豊栄線と広島県道45号三次大和線を結ぶ区間は一部を除き幅員狭小のため、大型車の通り抜けは困難である。前者は、1 - 2 km南に並走する広域農道（ふれあいロード）で迂回可能。後者は現在拡幅工事中で、向こう5年以内に開通予定。

### 路線データ
- 起点：府中市阿字町（落合三差路交差点、広島県道24号府中上下線交点）
- 終点：三次市三和町敷名（国道375号交点）
- 総延長：約42.1 km[要出典]

## 歴史
- 1993年（平成5年）5月11日 - 建設省から、県道府中世羅線・県道中安田三和線が府中世羅三和線として主要地方道に指定される[2]。

## 路線状況

### 重複区間
- 国道432号・広島県道25号三原東城線（世羅郡世羅町大字伊尾 地内）
- 広島県道403号別迫上下線（世羅郡世羅町大字青近 - 世羅郡世羅町大字別迫）
- 広島県道51号甲山甲奴上市線（世羅郡世羅町大字別迫 地内）
- 広島県道28号吉舎豊栄線（三次市吉舎町徳市 地内）
- 広島県道45号三次大和線（世羅郡世羅町下津田）

## 地理

### 通過する自治体
- 府中市
- 世羅郡世羅町
- 三次市
- 世羅郡世羅町
- 三次市

### 交差する道路
| 交差する道路                                                                 | 市町村名 | 市町村名 | 交差する場所 | 交差する場所            |
| ---------------------------------------------------------------------------- | -------- | -------- | ------------ | ----------------------- |
| 広島県道24号府中上下線                                                       | 府中市   | 府中市   | 阿字町       | 落合三差路交差点 / 起点 |
| 広島県道404号小谷宇津戸線                                                    | 世羅郡   | 世羅町   | 大字小谷     |                         |
| 国道432号 重複区間起点 広島県道25号三原東城線 重複区間起点                   | 世羅郡   | 世羅町   | 大字伊尾     | 伊尾交差点              |
| 国道432号 重複区間終点 広島県道25号三原東城線 重複区間終点                   | 世羅郡   | 世羅町   | 大字伊尾     |                         |
| 広島県道403号別迫上下線 重複区間起点                                         | 世羅郡   | 世羅町   | 大字青近     |                         |
| 広島県道51号甲山甲奴上市線 重複区間起点 広島県道403号別迫上下線 重複区間終点 | 世羅郡   | 世羅町   | 大字別迫     |                         |
| 広島県道51号甲山甲奴上市線 重複区間終点                                      | 世羅郡   | 世羅町   | 大字別迫     |                         |
| 国道184号                                                                    | 世羅郡   | 世羅町   | 大字安田     |                         |
| 広島県道407号徳市津口線                                                      | 世羅郡   | 世羅町   | 大字徳市     |                         |
| 広島県道28号吉舎豊栄線 重複区間起点                                          | 三次市   | 三次市   | 吉舎町徳市   |                         |
| 広島県道28号吉舎豊栄線 重複区間終点                                          | 三次市   | 三次市   | 吉舎町徳市   |                         |
| 広島県道45号三次大和線 重複区間起点                                          | 世羅郡   | 世羅町   | 大字下津田   |                         |
| 広島県道45号三次大和線 重複区間終点                                          | 世羅郡   | 世羅町   | 大字下津田   |                         |
| 国道375号                                                                    | 三次市   | 三次市   | 三和町敷名   | 終点                    |

### 沿線
主要施設
- JR西日本福塩線
  - 河佐駅 - 備後三川駅
- 八田原ダム
- 山田川ダム

名所・旧跡・観光地
- 河佐峡
- 世羅高原農場
- 世羅ゆり園
- せら夢公園